# Gioventù Socialista Svizzera
La Gioventù Socialista Svizzera (GISO) (in francese Jeunesse socialiste suisse (JSS), in tedesco Jungsozialist*innen Schweiz (JUSO), in romancio Giuventetgna Socialista Svizra (GSS)) è la sezione giovanile del Partito Socialista Svizzero (PSS). Malgrado ciò, essa mantiene una totale indipendenza politica dal partito principale, assumendo tipicamente il ruolo di frangia più radicale dello stesso e opponendosi spesso alle politiche del PSS, talvolta considerate troppo moderate. I Media svizzeri, schierati sia a destra che a sinistra, parlano spesso del processo di "gisoficazione" ("Jusofizierung" in tedesco) all'interno del Partito Socialista, ovvero la percepita influenza della sezione giovanile che spingerebbe il partito verso posizioni più estreme e/o radicali.

## Posizioni
La GSS si batte per l'uguaglianza tra gli individui, sostenendo il valore aggiunto delle diversità di provenienza, di sesso e di ideali. In questo senso si prefigge il "superamento del sistema capitalistico" come anche l'instaurazione di una "società socialista e democratica". La GSS incoraggia inoltre il coinvolgimento dei giovani nel mondo della politica, promuovendo una società attenta ai bisogni di studenti, apprendisti e operai, una società impegnata nella soddisfazione dei bisogni della collettività e non degli interessi dei singoli individui.
In ambito scolastico e formativo, la GSS si batte per avere maggiori fondi e investimenti destinati all'istruzione, una maggiore attenzione ai bisogni degli studenti e degli apprendisti, come l'abolizione delle note e l'introduzione di un salario minimo.
Altri punti fondamentali sono la promozione di una Svizzera senza esercito e dotata di una mobilità più sostenibile, con un'attenzione particolare all'ambiente e alle risorse. Essa, inoltre, si batte per l'abolizione dell'energia nucleare e spinge per l'utilizzo di energie rinnovabili.

## Organizzazione
La GSS è coordinata da un comitato direttivo composto da nove persone di principio elette durante l'Assemblea Annuale, tra cui il presidente, il segretario centrale, il vice segretario centrale e sei membri. Inoltre vengono eletti i due deputati GSS in seno alla direzione centrale del PSS e otto all'assemblea dei delegati del PSS.
La GSS è suddivisa in sezioni e sottosezioni che rappresentano i cantoni e le regioni geografiche. Esse mantengono una forte indipendenza rispetto alla sede centrale, amministrando autonomamente le attività, le assemblee e le riunioni della propria sezione.
Lo statuto di partito giovanile impone un limite d'età di 35 anni, dopodiché c'è la possibilità di diventare simpatizzanti.
La presidenza è attualmente occupata da Ronja Jansen (Presidente/Basilea Campagna). Il Comitato Direttore è inoltre composto da Roslaina Müller (Segretaria centrale/Grigioni), Mathilde Mottet (Vicesegretaria centrale/Vallese), Mia Jenni (Argovia), Thomas Bruchez (Ginevra), Leandra Columberg (Zurigo), Noam Schaulin ((Basilea campagna), Mirjam Hostetmann (Obvaldo) e Yannick Demaria (Ticino).

## GISO
La GISO è la sezione del Canton Ticino della Gioventù Socialista Svizzera. È stata rifondata nel settembre 2014 dopo qualche anno di inattività. Ad aprile 2015 conta più di 50 membri. Nel corso del 2015, partecipa alle elezioni per il Gran Consiglio con 11 candidati e successivamente alle elezioni per il Consiglio nazionale con 5 candidati.
Il 25 ottobre 2015 si riunisce in assemblea annuale. Viene eletto il nuovo comitato direttivo e si decide di rinunciare alla figura di coordinatore del partito, preferendo un sistema direttoriale, simile a quello del Consiglio di Stato e del Consiglio federale.
Al momento dispone di circa una quindicina di Consiglieri comunali nei vari comuni del Cantone, alcuni dei quali nelle città principali della regione come Lugano, Bellinzona o Locarno.
Nelle elezioni del 2019, due membri GISO, Laura Riget e Fabrizio Sirica, vengono eletti al Gran Consiglio Ticinese. Nello stesso periodo, la GISO ha aderito e contribuito all'organizzazione dello sciopero generale femminista del 14 luglio, e ha anche avuto una parte nella promozione delle varie marce per il clima svoltesi in Ticino come in tutta Svizzera in seguito all'onda ambientalista promossa inizialmente dall'attivismo giovanile di Greta Thunberg.